# Marquesat de Villalba (1693)
|  | No s'ha de confondre amb Marquesat de Villalba (1567). |

El marquesat de Villalba és un títol nobiliari espanyol.
Va ser concedit per Carles II de Castella el 15 de febrer de 1693 a Agustín de Villanueva y Díez de Villegas, protonotari i justícia major d'Aragó. El 1839 la reina regent Maria Cristina de Borbó, en nom d'Isabel II, va aprovar l'alienació i cessió del títol a Cecilio Ayllón y Silva, coronel d'infanteria i governador polític i militar de la ciutat de Matanzas.

## Llista de titulars
| Núm                   | Titular                                       | Període               | Ref.                  |
| Creació per Carles II | Creació per Carles II                         | Creació per Carles II | Creació per Carles II |
| --------------------- | --------------------------------------------- | --------------------- | --------------------- |
| 1                     | Agustín de Villanueva y Díez de Villegas      | 1693-?                | [ 3 ]                 |
| 2                     | Jerónimo de Villanueva y Fernández de Heredia | ?                     | [ 4 ]                 |
| 3                     | Manuel de Villanueva y Ximénez-Cerdán         | ?                     |                       |
| 4                     | Joaquina de Villanueva y Herrera              | ca. 1750              | [ 4 ]                 |
| 5                     | María Manuela de Villanueva y Urríes          | ?                     |                       |
| 6                     | Francisco de Paula de Villanueva y Cañas      | ?                     |                       |
| 7                     | Francisco de Paula de Villanueva y Zayas      | ?-1839                |                       |
| Cessió per Isabel II  |                                               |                       |                       |
| 8                     | Cecilio Ayllón y Silva                        | 1839-1856             | [ 1 ] [ 2 ]           |
| 9                     | Cecilio de Ayllón y Testa                     | 1877-1887             | [ 4 ]                 |
| 10                    | Cecilio de Ayllón y Villuendas                | 1890-1899             | [ 4 ]                 |
| 11                    | María de los Ángeles Fernández-Cueto y Ayllón | 1902-1946             | [ 4 ]                 |
| 12                    | Ignacio Rodríguez Meléndez                    | 1946-2009             | [ 4 ] [ 3 ]           |
| 13                    | Ignacio Rodríguez Novelle                     | 2009-Avui             | [ 3 ]                 |